# 玉置省吾
玉置 省吾（たまき しょうご、1878年（明治11年）1月 - 没年不詳）は、日本の内務官僚。教育者。

## 経歴
大分県出身。1899年（明治32年）に大分県師範学校を卒業し、1903年（明治36年）に東京高等師範学校を卒業。大分県師範学校訓導、大分県立竹田中学校教諭を務めた。1911年（明治44年）、高等文官試験に合格。東京府属・視学、鹿児島県理事官、愛媛県理事官、佐賀県警察部長、長崎県警察部長を歴任した。
退官後は1927年（昭和2年）から1931年（昭和6年）まで長崎市助役を務めた。